# Весело-Вознесенка
Весело-Вознесенка — село в Неклиновском районе Ростовской области.
Административный центр Платовского сельского поселения.

## География
Расположено на северном берегу Таганрогского залива (Азовское море), на левом берегу в устье реки Мокрый Еланчик. Находится в 43 км к западу от Таганрога, в 100 км от Ростова-на-Дону и в 8 км к востоку от границы с Донецкой Народной Республикой.
Вблизи северной окраины села проходит автодорога Р280 «Ростов-на-Дону — граница с Донецкой Народной Республикой » (на Мариуполь). От села на восток по побережью отходит дорога к посёлкам Приазовский (2,5 км), Рожок, Натальевка. Ближайшая к селу железнодорожная станция находятся в Таганроге.
Реестр улиц
- Азовская,
- Береговая,
- Восточная,
- пер. Колхозный,
- пер. Комсомольский,
- Лесная,
- Милосердия,
- Мира,
- Молодёжная,
- пер. Морской,
- Московская,
- Новая,
- Новая 1-я,
- Новая 2-я,
- Новая 3-я,
- Новостройка,
- Октябрьская,
- Островского,
- Первомайская,
- Пограничная,
- Полевая,
- Приреченская,
- Садовая,
- Советская,
- Социалистическая,
- Степная,
- Школьная,
- Юбилейная,
- Южная.

## История
Село Весёло-Вознесенка основано в 1792 году. С 1805 года им стал владеть будущий герой Отечественной войны 1812 года, атаман Войска Донского Матвей Иванович Платов. Он много сделал для развития села. С 1805 по 1920 годы село носило его имя — слобода Платова Весело-Вознесенской волости. С 1920 года село стало называться Весело-Вознесенкой.
В 2003 году в связи с празднованием 250-летия со дня рождения М. И. Платова и в знак признания его величайших заслуги перед селом и перед отечеством по решению схода граждан в законодательных структурах оформлялись документы ходатайства о возвращении селу прежнего названия Платово.
В «Сборнике документов Войска Донского» (1905 г.) говорится о том, что земли Донского края и Приазовья отошли к России в результате победоносной войны России над Турцией в XVII веке. Заселение Приазовских земель началось в конце XVII века в царствование Петра I. Жителями были донские и украинские (Запорожская Сечь) казаки и беглые крестьяне из Центральной России. Они селились вдоль берега Азовского моря, рек Миус и Мокрый Еланчик.
При устье реки Мокрый Еланчик был расположен небольшой хуторок, который согласно документу принадлежал казаку Заичкину, который продал его есаулу Попову, а тот при неизвестных обстоятельствах продал Матвею Ивановичу Платову. Поскольку первое письменное упоминание о селе относится к 1792 году, то эта дата условно взята была годом основания села Весело-Вознесенки. Название слободы несколько раз менялось — Еланчинская, Мокро-Еланчинская, Еланчинская Платовская, Платово.

### Вознесенская церковь
В исторических документах указывается, что в слободе Мокрый Еланчик с 1813 по 1819 годы строилась каменная церковь (по инициативе Матвея Платова). Освящение церкви произошло 22 мая 1819 года, уже после смерти М. И. Платова. В честь этой даты появилось второе название Вознесенка. Приставка «Весело» появилась в результате дивного праздника освящения красивой церкви. Вся округа, разъезжаясь с праздника, говорила — «Ну и Веселая Вознесенка». Церковь Вознесения Господня была разрушена в 1935—1937 годы.

### Сельская школа
В октябре 1819 года была открыта церковно-приходская школа. За неполные сто лет своего существования (1819—1917 годы) церковно-приходская школа обучила грамоте около 2,5 тысяч крестьянских детей.
С 1917 по 1932 годы школа была советской начальной трехклассной школой. С 1932 по 1939 годы она называлась семилетней школой колхозной молодёжи. С 1939 года школа стала преобразовываться в среднюю. Но война прервала преобразование. С октября 1941 по сентябрь 1943 — период фашистской оккупации — школа не работала. С сентября 1943 по 1950 год школа снова стала семилетней школой. С 1951 года она снова стала преобразовываться в среднюю школу. В 1954 году был 1-й выпуск Весело-Вознесенской средней школы.
За 73 года Советской власти школа дала:
- ликбезовское образование — 270 ученикам;
- начальное образование — 450;
- неполное среднее — 280;
- среднее образование — 1200;
- с золотой медалью окончили — 9.

За годы советской власти школа воспитала трёх Героев Советского Союза (гвардии генерал-лейтенант А. Н. Потемкин, капитан Сухоруков А. Г., старший сержант Васильев Ф. И.), двух Лауреатов Государственной премии (Соколов П. А., Устименко А. С.), шесть кандидатов наук (Гордиенко П. С., Дунаева Л. Я., Кушнаренко Н. И., Петренко В. И., Устименко В. К., Зарубина Р. В.), около 120 крупных руководителей и специалистов сельского хозяйства, врачей, учителей, офицеров.

## Население
| 2010 |
| ---- |
| 2000 |

### Известные люди
- Васильев, Феофан Ильич — Герой Советского Союза,
- Потёмкин, Алексей Николаевич — Герой Советского Союза,
- Сухоруков, Андрей Гаврилович — Герой Советского Союза,
- Жуков, Анатолий Павлович — советский военачальник, генерал-майор авиации.